# Ringfort von Rathra

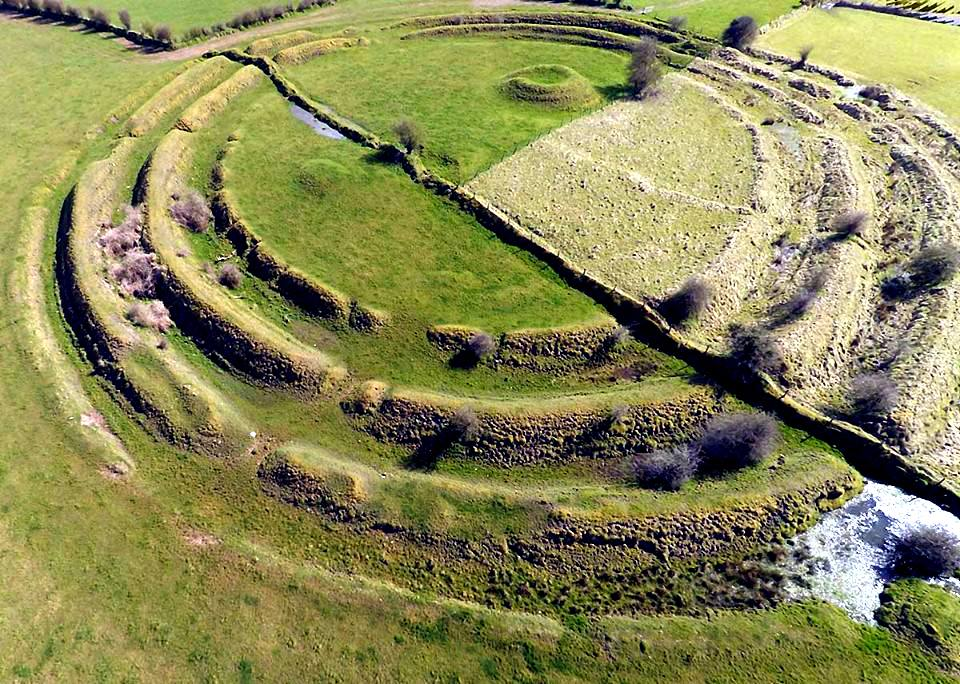
Ringfort von Rathra

Das Ringfort von Rathra (auch Ratra, Rathrar oder „Rathbarna Enclosure Complex“ genannt) (irisch Ráth an tSratha) liegt etwa südöstlich von Castlerea im County Roscommon in Irland.
Die vierfache Umwallung eines Hügels wird etwas außermittig von einer jüngeren Feldgrenze unterteilt. Der Wall- und Grabenbereich des Raths von etwa 145 m Durchmesser umschließt eine Einhegung mit vier Durchlässen, in der sich zwei kleine, wahrscheinlich bronzezeitliche Grabhügel befinden.
Joe Fenwick sieht in der Anlage Parallelen zum ebenfalls 4-fach umwallten Hill of Ward im County Meath.